# Texto massorético

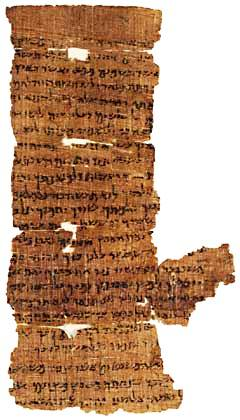
O Papiro Nash (Século II a.C.) contém uma parcela do texto pré-Massorético, especificamente os Dez Mandamentos e as práticas do Shemá Israel.

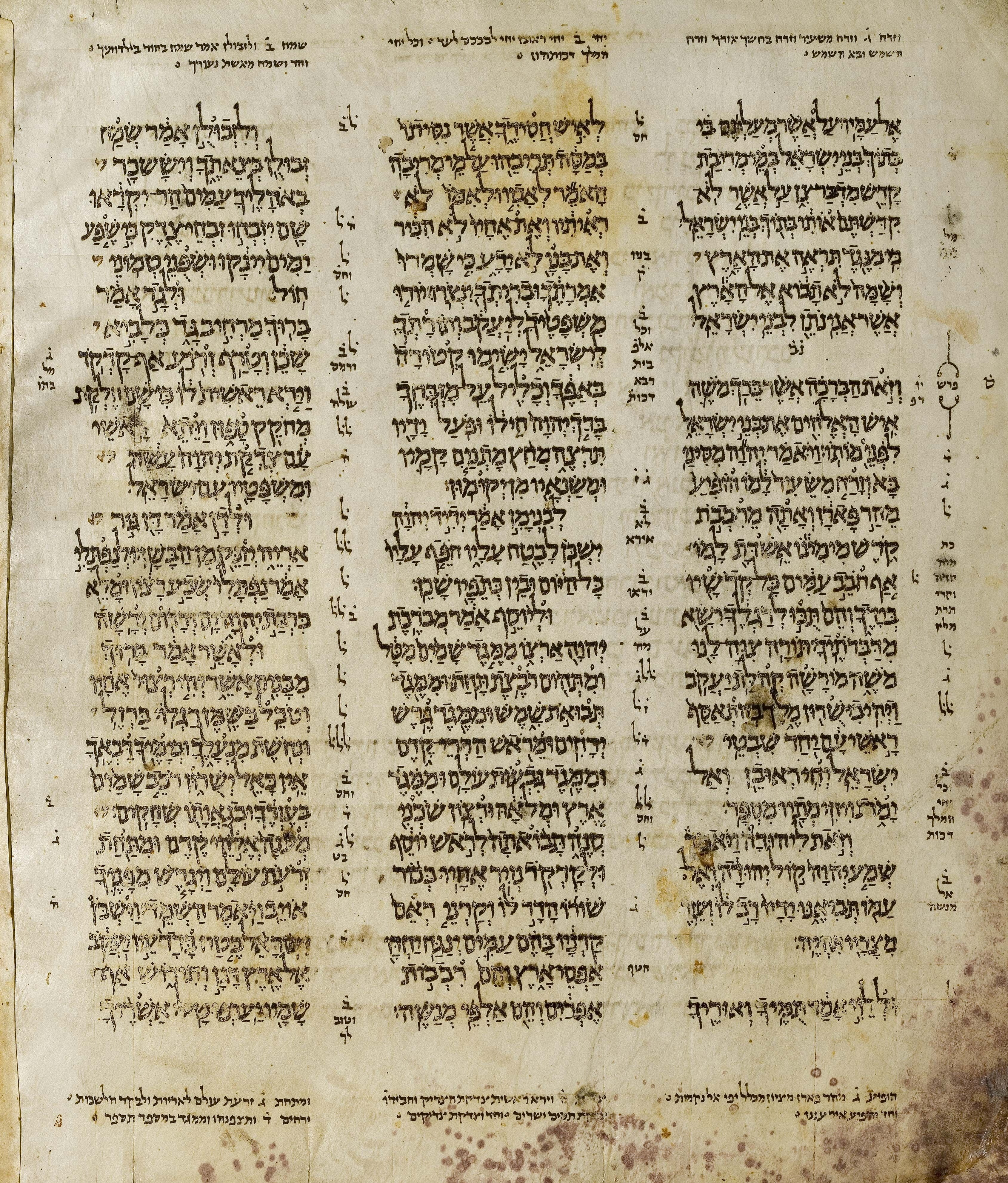
Texto Massorético do Antigo Testamento.

Texto massorético ou masorético é uma família de manuscritos com o texto hebraico da Bíblia utilizado como a versão padrão da Tanakh para o judaísmo moderno, e também como fonte de tradução para o Antigo Testamento da Bíblia cristã, inicialmente pelos protestantes e, modernamente, também por tradutores católicos.
As diferenças atestadas nos Manuscritos do Mar Morto indicam que várias versões das escrituras hebraicas já existiam no final do período do Segundo Templo. Existem dúvidas sobre qual é o mais próximo de um Urtext (texto não distorcido, confiável e autoritário) teórico, assim como se tal texto em particular alguma vez existiu. Os Manuscritos do Mar Morto, datados do século III a.C., contêm versões do texto que apresentam algumas diferenças com a Bíblia hebraica atual. A Septuaginta (uma tradução do grego koiné feita nos séculos III e II a.C.) e a Peshitta (uma tradução siríaca feita no século II d.C.) apresentam pontualmente diferenças notáveis do Texto Massorético, assim como o Pentateuco Samaritano, o texto da Torá preservado pelos samaritanos em hebraico samaritano.
Fragmentos de um antigo manuscrito do Livro de Levítico, do século II ao III, encontrados perto da arca da Torá de uma antiga sinagoga em Ein Gedi, têm uma redação idêntica ao Texto Massorético.

## Origem do nome
Em torno do século VI, um grupo de competentes escribas judeus teve por missão reunir os textos considerados inspirados por Deus, utilizados pela comunidade hebraica, em um único escrito. Este grupo recebeu o nome de "Escola de Massorá". Os "massoretas" escreveram a Bíblia de Massorá, examinando e comparando todos os manuscritos bíblicos conhecidos à época. O resultado deste trabalho ficou conhecido posteriormente como o "Texto Massorético".
O termo "massorá"  provém na língua hebraica de messorah (מסורה, alt. מסורת) e  indica "tradição". Portanto, massoreta era alguém que tinha por missão a guarda e preservação da tradição.

## O texto
Escrito em hebraico antigo, com letra quadrada, os massoretas levantaram a pronúncia tradicional do texto de consoantes (o hebraico não tinha vogais), graças a dois sistemas de pontuação inventado para atender a acentuação vocálica. Com isso, eles padronizaram uma pronúncia das palavras do texto, tornando-o igual para qualquer pessoa que o lesse após a época em que iniciou-se a compilação. Nessa época o hebraico já não era um idioma falado no cotidiano há quase um milênio e havia, principalmente por parte da comunidade hebraica muita dificuldade em pronunciá-lo corretamente, conforme a pronúncia original.
Conforme os textos eram copiados, surgiam variações conforme escolas escribais. O resultado foi que diversas famílias de manuscritos surgiram. Assim, entre os manuscritos de Qumran no Mar Morto, por exemplo, 60% podem ser classificados como do tipo proto-massorético e mais 20% do estilo Qumran, em comparação com 5% do tipo proto-samaritano, 5% do tipo septuagintal e 10% não alinhados.
Mesmo o tipo de texto proto-massorético encontrado em Qumran não é idêntico ao texto massorético que conhecemos hoje. Somente em casos muito raros pode-se dizer que os escribas de Qumran copiaram de uma base consonantal próxima ao Texto Massorético em uso hoje. Na maioria dos casos, a semelhança entre os textos de Qumran e o Texto Massorético está nas linhas gerais, demonstrando que os escribas de Qumran não tinham a noção de um texto "ideal". Por exemplo, o Manuscrito de Isaías (1QIsb) representa o tipo de texto proto-massorético; no entanto, há 248 divergências com o Texto Massorético, se comparado com códice de Leningrado.
Desse modo, havia uma demanda por uma padronização dos textos. A metodologia utilizada era bastante rigorosa: ao final de cada cópia pronta, todas as letras eram contadas, e uma letra  era estabelecida como letra central de referência. Assim, as letras do início da cópia até a letra central teriam de estar perfeitamente iguais às do documento original. Também eram contadas todas as letras desde a letra final até a letra central. Em caso de discordância, todo o trabalho era destruído e uma nova compilação realizada.
Foi vocalizado o texto com dois sistemas criados (um da Palestina e outro da Babilônia) e padronizado diversas variantes e leituras possíveis. O Texto Massorético teve influência da Septuaginta em adotar algumas divisões de livros (inclusive a divisão da Torá em cinco livros) e algumas leituras e vocalizações.
Por criarem uma base para a interpretação do texto hebraico, aperfeiçoando os símbolos da escrita, já que até então não havia um sistema definido de regras gramaticais por escrito, os massoretas são considerados os pais da gramática da língua hebraica atual.

## Variantes na família textual massorética
Existem três famílias de vocalização do texto massorético: o de Jerusalém, o de Tiberíades e o da Babilônia e duas famílias de edição consonantal e glosas, a de ben Naftali e a de ben Asher.
A pronúncia está dividida em três, a sefárdica, a asquenazi e a iemita. Apesar de mínimas, há diferenças semânticas quando ocorre pronunciado em voz alta.
Por fim, quando Jacob ben Hayyim ibn Adoniyah preparou a segunda edição de Bomberg da Bíblia Hebraica (Veneza, 1524-1525), produziu um texto eclético que se tornou a base ou textus receptus para a Bíblia Hebraica até que a edição Biblia Hebraica de Kittel (1906) veio a lume com correções.

## A composição
O texto massorético é composto de 24 livros:
- A Torá ( תורה ), que  refere-se aos cinco livros conhecidos como Pentateuco.
- Neviim ( נביאים) "Profetas"
- Kethuvim (כתובים) "os Escritos".

## Primeira impressão
A partir da invenção da Imprensa, no século XV, o Texto Massorético foi impresso por Daniel Bomberg, um abastado cristão veneziano originário da Antuérpia, em 1524 e  utilizado posteriormente por Lutero em sua tradução para a língua alemã do Velho Testamento.